# Birnen-Zitterrochen
Der Birnen-Zitterrochen (Hypnos monopterygius) ist eine Rochenart aus der Ordnung der Zitterrochenartigen und der einzige Vertreter der Gattung Hypnos. Er ist an den Küsten Australiens endemisch. Sein genaues Verbreitungsgebiet reicht von der südlichen Küste von Queensland, entlang des Südens des Kontinents bis zur nordwestlichen Küste von Westaustralien. An den Küsten Victorias ist er selten und fehlt rings um Tasmanien.

## Merkmale

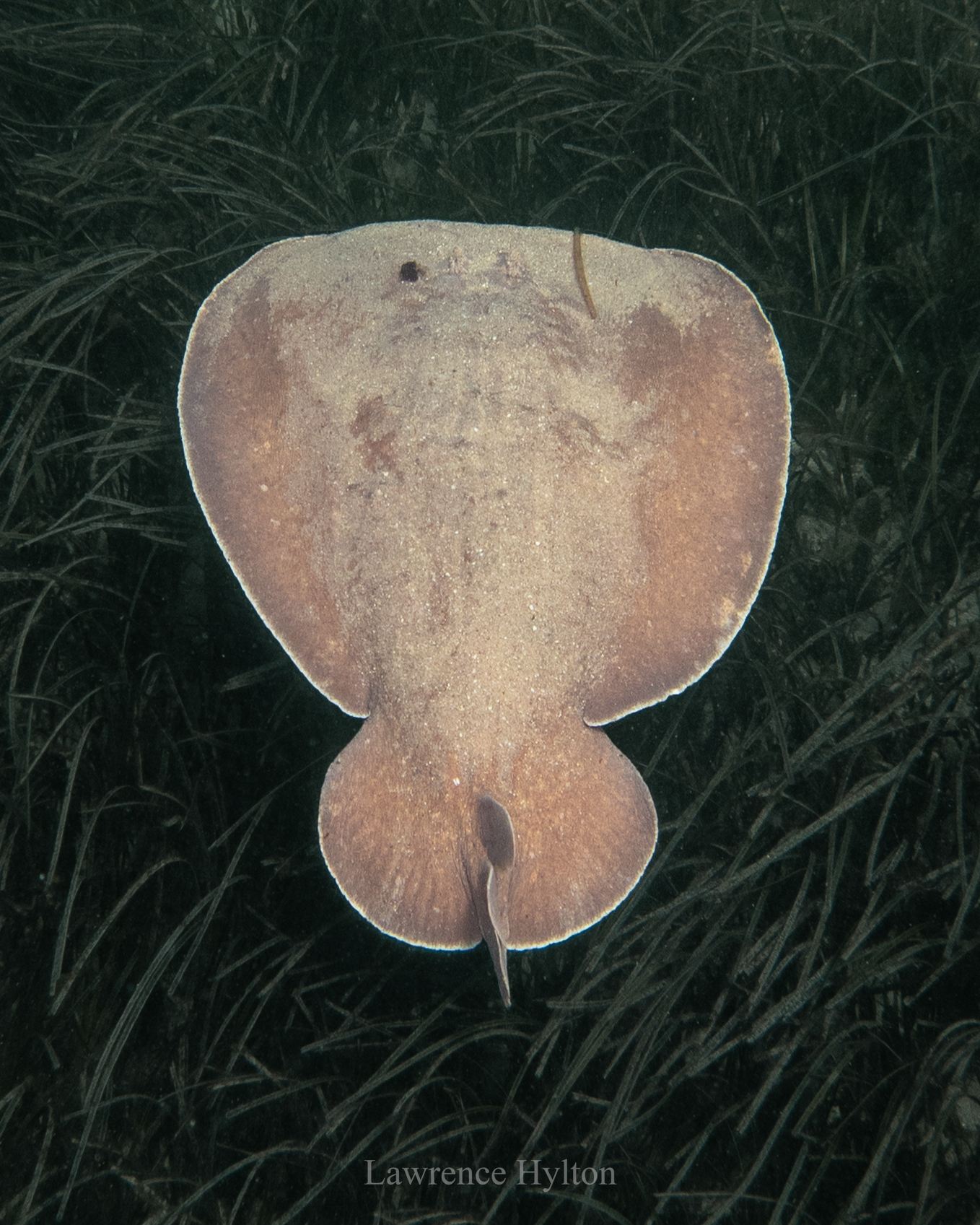
Birnen-Zitterrochen

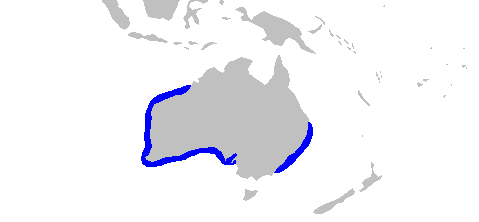
Das Verbreitungsgebiet an den Küsten Australiens

Der Birnen-Zitterrochen wird 40 bis 70 Zentimeter lang. Sein Körper ist weich und birnenförmig. Verglichen mit anderen Zitterrochenartigen ist der Rumpf ungewöhnlich dick. Die Brustflossen sind etwas länger als breit. Die Bauchflossen sind ungeteilt und bilden zusammen eine fast runde Scheibe. Die Haut ist glatt und unbeschuppt. Die nah beieinander stehenden Augen sind sehr klein. Die direkt hinter den Augen liegenden Spritzlöcher sind klein und von kleinen Papillen umgeben. Die kleinen, runden und röhrenförmigen Nasenöffnungen sind durch Furchen mit dem Maul verbunden und durch einen Nasenvorhang voneinander getrennt. Das deutlich gebogene Maul ist mit dreispitzigen Zähnen besetzt. In der von Kopf, Rumpf und Brustflossen gebildeten Körperscheibe befinden sich relativ große elektrische Organe. Der Schwanz ist kürzer als die Breite der Bauchflossen. Er ragt kaum über den hinteren Rand der Bauchflossen hinaus. Zwei abgerundete, etwa gleich große Rückenflossen und eine Schwanzflosse befinden sich nah dem Schwanzende. Wie bei allen Zitterrochenartigen fehlt ein Schwanzstachel. Der Birnen-Zitterrochen ist auf beiden Körperseiten einfarbig. Die Rückenseite ist in der Regel dunkelbraun, rotbraun oder grau gefärbt, die Bauchseite ist weißlich oder gelblich.

## Lebensweise
Der Rochen lebt küstennah und meist im Sand oder Schlamm eingegraben bis in Tiefen bis 80, maximal bis in 220 Metern Tiefe. Wie alle Zitterrochen ist der Birnen-Zitterrochen ovovivipar. In einem Wurf werden 4 bis 8 Jungrochen geboren, die dann 8 bis 11 Zentimeter lang sind. Geschlechtsreif werden die Rochen mit einer Länge von 40 bis 48 Zentimeter. Der Birnen-Zitterrochen ist träge und ernährt sich von Fischen, Kopffüßern und Krebstieren, die er mit relativ starken elektrischen Schlägen betäubt. Um größere Beute zu fressen, kann er das Maul stark dehnen. In den Mägen der Tiere fand man schon Beutefische, die fast so groß wie der Rochen waren.

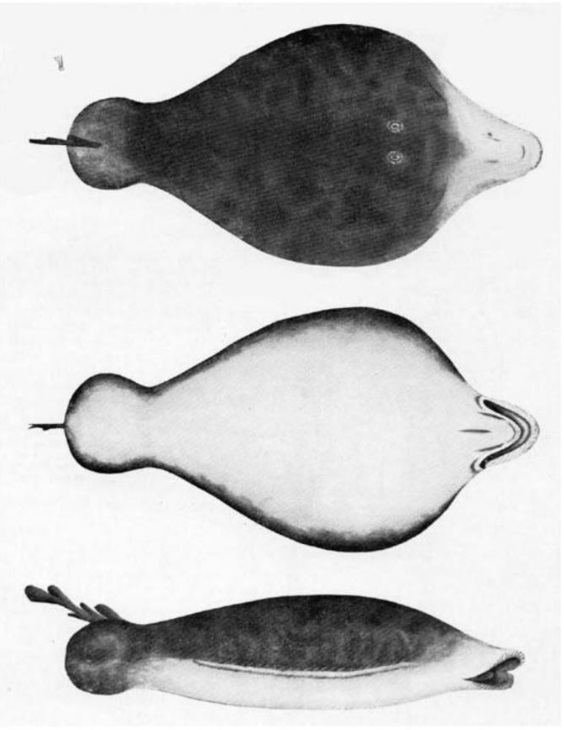
Die von Shaw beschriebene Zeichnung von Nodder

## Systematik
Als Autor der Erstbeschreibung des Birnen-Zitterrochens gilt der englische Naturforscher George Shaw, der sich eingehend mit der Tierwelt Australiens beschäftigte. Er beschrieb 1795 eine Zeichnung des englischen Tier-Illustrators Frederick Polydore Nodder von einem gestrandeten und aufgeblähten Fischkadaver als „single-finned Lophius“ bzw. Lophius monopterygius, und ordnete den Fisch damit in die Gattung der Seeteufel (Lophius) ein. Die Gattung Hypnos (griech. ὕπνος Gott des Schlafes) wurde 1852 durch den französischen Zoologen Auguste Duméril mit der Beschreibung zweier an der Küste von New South Wales gefundener Rochen als Hypnos subnigrum eingeführt. Erst fast 150 Jahre später erkannte der australische Ichthyologe Gilbert Percy Whitley das das von Nodder gezeichnete Exemplar ein Zitterrochen ist und die Art identisch mit der von Duméril beschriebenen ist. Deshalb ist Hypnos monopterygius heute die korrekte Bezeichnung der Art. 1862 errichtete der amerikanische Ichthyologe Theodore Nicholas Gill die Unterfamilie Hypninae für den Birnen-Zitterrochen, die heute als eigenständige Familie (Hypnidae) angesehen wird und bis heute monotypisch geblieben ist. Die Familie Hypnidae ist die Schwestergruppe der „eigentlichen“ Zitterrochen (Torpedinidae).